# Cementerio General de la Apacheta
El Cementerio General La Apacheta es un cementerio ubicado en la ciudad de Arequipa, Perú. Es el más antiguo y el más grande de la ciudad con más de 200 mil tumbas.
El cementerio se empezó a construir en 1826. Su construcción fue impulsada en 1828 por el prefecto Antonio Gutiérrez de la Fuente y fue inaugurado en 1833. En esa oportunidad, los primeros restos en ser enterrados fueron los del prócer arequipeño Mariano Melgar con una ceremonia y un discurso del Deán Juan Gualberto Valdivia y Cornejo. El nombre se le dio por el sitio en que fue construido (Apacheta o Apachita), nombre  quechua que refiere a los montículos de piedra que formaban en la cumbre de la Cordillera los indígenas para dar gracias a Dios por haber podido llegar con fuerzas. Su ubicación fue asignada por el Simón Bolívar, en consideración a que este lugar se luchó en 1814 la batalla de la Apacheta donde tropas rebeldes al mando de Mateo Pumacahua derrotaron al ejército realista. Desde su apertura hasta 1873 fue administrado por la Municipalidad provincial de Arequipa y, a partir de ese año, por la Sociedad de Beneficencia Pública de Arequipa.
El cementerio se encuentra dividido en dos partes. La primera corresponde a la migración europea. La segunda zona es la monumental donde están mausoleos que datan del siglo XIX. En el cementerio también había una zona de ateos y otra de condenados. El cementerio es uno de los más notables en el país al tener las tumbas de próceres, presidentes del Perú, parlamentarios y alcaldes de Arequipa.